# HD122405
HD122405 — хімічно пекулярна зоря спектрального класу A4, що має  видиму зоряну величину в смузі V приблизно  6,2.
Вона  розташована на відстані близько 340,1 світлових років від Сонця.

## Фізичні характеристики
Зоря HD122405 обертається 
досить швидко 
навколо своєї осі. Проєкція її екваторіальної швидкості на промінь зору становить  Vsin(i)=123км/сек.